# Brock Motum
Brock Motum, né le 16 octobre 1990 à Sunnybank en Australie, est un joueur australien de basket-ball. Il évolue au poste d'ailier fort.

## Biographie
En juin 2017, Motum rejoint l'Anadolu Efes avec lequel il signe un contrat d'un an avec une année supplémentaire en option.
En juillet 2019, Motum quitte l'Anadolu Efes qui vient de réaliser une très bonne saison (finaliste de l'Euroligue et champion de Turquie) et rejoint le Valencia BC avec un contrat de deux ans.
Au mois d'août 2020, il fait son retour dans le championnat turc en signant un contrat d'une saison avec une deuxième en option au Galatasaray.
En mai 2021, Motum rejoint Nanterre 92, club de première division français, jusqu'à la fin de la saison pour pallier l'absence sur blessure de Tyler Stone.
En septembre 2021, Motum reste en championnat de France et s'engage avec l'AS Monaco.
À l'été 2022, Motum s'engage avec le Levanga Hokkaido (en), club japonais de la préfecture d'Hokkaidō.

## Palmarès
- Champion de Lituanie : 2016, 2017
- Vainqueur de la Coupe de Lituanie : 2017
- Champion de Turquie : 2019